# امریکن آیدل (فصل ۱۰)
دهمین فصل از امریکن آیدل در تاریخ ۱۹ ژانویه ۲۰۱۱ آغاز و در ۲۱ مه ۲۰۱۱ در شبکه رسانه‌ای فاکس به اتمام رسید. خواننده آمریکایی استیون تایلر و جنیفر لوپز به عنوان داوران جدید به این مسابقه پیوستند.
این اولین فصلی است که در آن شرکت‌کننده ۱۵ ساله شرکت کرده‌است. این فصل شاهد تغییراتی مانند: آنلاین شدن سیستم راًی‌گیری، دور اضافی، دور انفرادی، کارت اخطار، بازگشت توسط داوران بودیم.
در ۲۵ مه ۲۰۱۱، نزدیک ۱۲۲٫۴ میلیون رای ثبت شد. برنده مسابقه اسکاتی مک‌کریری بود. او یکی از جوان‌ترین برندگان مسابقه است. سن او هنگام برنده شدن ۱۷ سال و ۵ ماه بود. قبل از وی جردین اسپارکس با سن ۱۷ و ۵ ماه این رکورد را ثبت کرد.

هشت هنرمند نامی این فصل عبارت اند از:
اسکاتی مک‌کریری، لورن آلااینا، هایلی رینهارت، جیمز دوربین، کیسی آبرامس، استفانو لنگن، پیا توسکانو و نایما آدداپو

## تفییرات
- سایمون کاول که از فصل اول برنامه به عنوان داور حاضر بود، با هدف تمرکز بر روی ساخت نسخهٔ آمریکایی برنامهٔ انگلیسیه اش، ایکس فاکتور، از آیدل کنار کشید.[۲]
- الن دی‌جنرس هم رسماً اعلام کرد که پس از حضور یک ساله‌اش در برنامه دیگر به همکاری با آیدل ادامه نخواهد داد، چون احساس می‌کند آیدل برای او برنامهٔ مناسبی نیست.[۳]
- کارا دیوگاردی هم اعلام کرد که در این فصل با برنامه همکاری نخواهد کرد.[۴]
- در تاریخ ۲۲ سپتامبر ۲۰۱۰ اعلام شد که جنیفر لوپز و استیون تایلر در این فصل داوری خواهند کرد.[۵]

## مرحله نهایی
- این فصل بر خلاف فصل‌های گذشته که ۱۱ هفته بودند، در ۱۲ هفته برگزار شد. قسمت ۱۳ نفر برتر به صورت ضبط شده پخش شد ولی قسمت‌های بعدی پخش زنده شد.
- برندهٔ فصل ۷ امریکن آیدل دیوید کوک ترانهٔ "(Don't You (Forget About Me" از سیمپل مایندز را بازخوانی کرد، که به هنگام حذف شرکت‌کننده‌ها پخش می‌شد.

### ۱۳ نفر برتر
- انتخاب ترانه(ها): از ترانه‌های آیدل شخصی

| ترتیب | شرکت‌کننده      | ترانه(خواننده اصلی)                              | آیدل شخصی    | نتیجه     |
| ----- | -------------- | ------------------------------------------------ | ------------ | --------- |
| ۱     | لورن آلااینا   | "Any Man of Mine" (شنایا توین)                   | شنایا توین   | در امان   |
| ۲     | کیسی آبرامس    | "With a Little Help from My Friends" (بیتلز)     | جو کاکر      | در امان   |
| ۳     | اشتون جونز     | "When You Tell Me That You Love Me" (دایانا راس) | دایانا راس   | حذف       |
| ۴     | پل مک دونالد   | " Come Pick Me Up" (رایان آدامز)                 | رایان آدامز  | در امان   |
| ۵     | پیا توسکانو    | "All by Myخودش" (اریک کارمن)                     | سلین دیون    | در امان   |
| ۶     | جیمز دوربین    | "Maybe I'm Amazed" (پل مک‌کارتنی)                 | پل مک‌کارتنی  | در امان   |
| ۷     | هیلی رینهارت   | "Blue " (لیان رایمز)                             | لیان رایمز   | ۳ نفر آخر |
| ۸     | جیکوب لاسک     | "I Believe I Can Fly" (آر. کلی)                  | آر. کلی      | در امان   |
| ۹     | ثیا مگیا       | "Smile" (چارلی چاپلین)                           | مایکل جکسون  | در امان   |
| ۱۰    | استفانو لنگن   | "Lately" (استیوی واندر)                          | استیوی واندر | در امان   |
| ۱۱    | کارن رودگیورز  | "I Could Fall in Love" (سلنا)                    | سلنا         | ۳ نفر آخر |
| ۱۲    | اسکاتی مک‌کریری | "The River" (گارث بروکس)                         | گارث بروکس   | در امان   |
| ۱۳    | نایما آدداپو   | "Umbrella" (ریانا)                               | ریانا        | در امان   |

- اجرای گروهی: "'Wanna Be Startin' Somethin" / "Rock with You" / "Black or White" / "Man in the Mirror" (مایکل جکسون)

### ۱۲ نفر برتر
- انتخاب ترانه(ها): از سال تولدشان

| ترتیب | شرکت‌کننده      | ترانه(خواننده اصلی)                                       | Year | نتیجه     |
| ----- | -------------- | --------------------------------------------------------- | ---- | --------- |
| ۱     | نایما آدداپو   | "What's Love Got to Do with It" (تینا ترنر)               | ۱۹۸۴ | ۳ نفر آخر |
| ۲     | پل مک دونالد   | "I Guess That's Why They Call It the Blues" (التون جان)   | ۱۹۸۴ | در امان   |
| ۳     | ثیا مگیا       | "Colors of the Wind" (ونسا ال. ویلیامز)                   | ۱۹۹۵ | در امان   |
| ۴     | جیمز دوربین    | "I'll Be There for You" (بون جووی)                        | ۱۹۸۹ | در امان   |
| ۵     | هیلی رینهارت   | "I'm Your Baby Tonight" (ویتنی هیوستون)                   | ۱۹۹۰ | ۳ نفر آخر |
| ۶     | استفانو لنگن   | "If You Don't Know Me by Now" (هارولد ملوین و د بلو نوتز) | ۱۹۸۹ | در امان   |
| ۷     | پیا توسکانو    | "Where Do Broken Hearts Go" (ویتنی هیوستون)               | ۱۹۸۸ | در امان   |
| ۸     | اسکاتی مک‌کریری | "Can I Trust You with My Heart" (ترویس تریت)              | ۱۹۹۳ | در امان   |
| ۹     | کارن رودگیورز  | "Love Will Lead You Back" (تیلور داین)                    | ۱۹۸۹ | حذف       |
| ۱۰    | کیسی آبرامس    | "Smells Like Teen Spirit" (نیروانا)                       | ۱۹۹۱ | در امان   |
| ۱۱    | لورن آلااینا   | "I'm the Only One" (ملیسا آتریج)                          | ۱۹۹۴ | در امان   |
| ۱۲    | جیکوب لاسک     | "Alone" (آی. تن)                                          | ۱۹۸۷ | در امان   |

- اجرای گروهی: "Born to Be Wild" (استپنولف) / "Born This Way" (لیدی گاگا)

### ۱۱ نفر برتر (هفتهٔ اول)
- انتخاب ترانه(ها): ترانه‌های موتاون
- مربی تلویحی: مارک آنتونی[۶]

| ترتیب | شرکت‌کننده      | ترانه(خواننده اصلی)                                  | نتیجه      |
| ----- | -------------- | ---------------------------------------------------- | ---------- |
| ۱     | کیسی آبرامس    | "I Heard It Through the Grapevine" (ماروین گی)       | نجات یافته |
| ۲     | ثیا مگیا       | "Love Is Like a Heat Wave" (مارتا و د وندلس)         | ۳ نفر آخر  |
| ۳     | جیکوب لاسک     | "You're All I Need to Get By" (ماروین گی و تامی ترل) | در امان    |
| ۴     | لورن آلااینا   | "You Keep Me Hangin' On" (د سوپرممز)                 | در امان    |
| ۵     | استفانو لنگن   | "Hello" (لایونل ریچی)                                | ۳ نفر آخر  |
| ۶     | هیلی رینهارت   | "You've Really Got a Hold on Me" (د میراکلز)         | در امان    |
| ۷     | اسکاتی مک‌کریری | "For Once in My Life" (جین داشون)                    | در امان    |
| ۸     | پیا توسکانو    | "All in Love Is Fair" (استیوی واندر)                 | در امان    |
| ۹     | پل مک دونالد   | "The Tracks of My Tears" (د میراکلز)                 | در امان    |
| ۱۰    | نایما آدداپو   | "Dancing in the Street" (مارتا و د وندلس)            | در امان    |
| ۱۱    | جیمز دوربین    | "Living for the City" (استیوی واندر)                 | در امان    |

- اجرای گروهی: "Ain't No Mountain High Enough" (ماروین گی و تامی ترل)
- استیوی واندر به همراه گروه: "Happy Birthday" /"Signed, Sealed, Delivered I'm Yours"(به استیون تایلر)

### ۱۱ نفر برتر (هفتهٔ دوم)
- انتخاب ترانه(ها): ترانه‌های التون جان

| ترتیب | شرکت‌کننده      | Song                                                      | نتیجه     |
| ----- | -------------- | --------------------------------------------------------- | --------- |
| ۱     | اسکاتی مک‌کریری | "Country Comfort"                                         | در امان   |
| ۲     | نایما آدداپو   | "I'm Still Standing"                                      | حذف       |
| ۳     | پل مک دونالد   | "(Rocket Man (I Think It's Going to Be a Long, Long Time" | ۳ نفر آخر |
| ۴     | پیا توسکانو    | "Don't Let the Sun Go Down on Me"                         | در امان   |
| ۵     | استفانو لنگن   | "Tiny Dancer"                                             | در امان   |
| ۶     | لورن آلااینا   | "Candle in the Wind"                                      | در امان   |
| ۷     | جیمز دوربین    | "Saturday Night's Alright for Fighting"                   | در امان   |
| ۸     | ثیا مگیا       | "Daniel"                                                  | حذف       |
| ۹     | کیسی آبرامس    | "Your Song"                                               | در امان   |
| ۱۰    | جیکوب لاسک     | "Sorry Seems to Be the Hardest Word"                      | در امان   |
| ۱۱    | هیلی رینهارت   | "Bennie and the Jets"                                     | در امان   |

اجرهای گروهی:
- لورن آلااینا و اسکاتی مک‌کریری: "I Told You So" (رندی تراویز)
- نایما آدداپو و جیکوب لاسک: "Solid" (اشفورد و سیمپسون)
- ثیا مگیا، هیلی رینهارت و پیا توسکانو: "Teenage Dream" (کیتی پری)
- کیسی آبرامس، جیمز دوربین، استفانو لنگن و پل مک دونالد: "Band on the Run" (وینگز)

### ۹ نفر برتر
- انتخاب ترانه(ها): تالار مشاهیر راک اند رول
- مربی‌ها: ویل. آی. ام و راسل برند

| ترتیب | شرکت‌کننده      | ترانه(خواننده اصلی)                                      | نتیجه     |
| ----- | -------------- | -------------------------------------------------------- | --------- |
| ۱     | جیکوب لاسک     | "Man in the Mirror" (مایکل جکسون)                        | ۳ نفر آخر |
| ۲     | هیلی رینهارت   | "Piece of My Heart" (اما فرنکلین)                        | در امان   |
| ۳     | کیسی آبرامس    | "Have You Ever Seen the Rain?" (کریدنس کلیرواتر ریوایول) | در امان   |
| ۴     | لورن آلااینا   | "You Make Me Feel Like A Natural Woman" (آرتا فرانکلین)  | در امان   |
| ۵     | جیمز دوربین    | "While My Guitar Gently Weeps" (بیتلز)                   | در امان   |
| ۶     | اسکاتی مک‌کریری | "That's All Right" (آرتور کروداپ)                        | در امان   |
| ۷     | پیا توسکانو    | "River Deep – Mountain High" (ایکله و تینا ترنر)         | حذف       |
| ۸     | استفانو لنگن   | "When a Man Loves a Woman" (پرسی سدج)                    | ۳ نفر آخر |
| ۹     | پل مک دونالد   | "Folsom Prison Blues (جانی کش)                           | در امان   |

- اجرای گروهی: "I Love Rock 'n' Roll" (جون جت) / "The Letter" (د باکس تاپس) / "Sweet Home Alabama" (لنرد اسکینرد)

### ۸ نفر برتر
- انتخاب ترانه(ها): ترانه فیلم
- مربی‌ها: ویل. آی. ام و راب رینر

| ترتیب | شرکت‌کننده      | ترانه(خواننده اصلی)                              | فیلم              | نتیجه     |
| ----- | -------------- | ------------------------------------------------ | ----------------- | --------- |
| ۱     | پل مک دونالد   | "Old Time Rock and Roll" (باب سیگر)              | تجارت پرمخاطره    | حذف       |
| ۲     | لورن آلااینا   | "The Climb" (مایلی سایرس)                        | هانانا مونتانا    | در امان   |
| ۳     | استفانو لنگن   | "End of the Road" (بویز ۲ من)                    | بومرنگ            | ۳ نفر آخر |
| ۴     | اسکاتی مک‌کریری | "I Cross My Heart" (جرج استریت)                  | کانتری بیچاره     | در امان   |
| ۵     | کیسی آبرامس    | "Nature Boy" (نت کینگ کول)                       | پسری با موهای سبز | در امان   |
| ۶     | هیلی رینهارت   | "Call Me" (بلاندی)                               | گیگولو آمریکایی   | ۳ نفر آخر |
| ۷     | جیکوب لاسک     | "Bridge over Troubled Water" (سایمون و گارفانکل) | در جستجوی خوشبختی | در امان   |
| ۸     | جیمز دوربین    | "Heavy Metal" (سمی هیگار)                        | هوی متال          | در امان   |

اجراهای گروهی:
- لورن آلااینا و اسکاتی مک‌کریری: "American Honey" (لیدی آنتبلوم)
- کیسی آبرامس و هیلی رینهارت: "Moanin'" (بابی تیمونس)
- جیمز دوربین، استفانو لنگن، جیکوب لاسک و پل مک دونالد: "The Sound of Silence" / "Mrs. Robinson" (سایمون و گارفانکل)

### ۷ نفر برتر
- انتخاب ترانه(ها): از قرن ۲۱ ام

| ترتیب | شرکت‌کننده      | ترانه(خواننده اصلی)                  | نتیجه     |
| ----- | -------------- | ------------------------------------ | --------- |
| ۱     | اسکاتی مک‌کریری | "Swingin'" (جان اندرسون)             | در امان   |
| ۲     | جیمز دوربین    | "Uprising" (میوز)                    | در امان   |
| ۳     | هیلی رینهارت   | "Rolling in the Deep" (ادل)          | ۳ نفر آخر |
| ۴     | جیکوب لاسک     | "Dance with My Father" (لادر وندراس) | ۳ نفر آخر |
| ۵     | کیسی آبرامس    | "Harder to Breathe" (مارون فایو)     | در امان   |
| ۶     | استفانو لنگن   | "Closer" (نی-یو)                     | حذف       |
| ۷     | لورن آلااینا   | "Born to Fly" (سارا اونز)            | در امان   |

اجرای گروهی در شب اجراها:
- نایما آدداپو، اشتون جونز، پل مک دونالد، ثیا مگیا، کارن رودگیورز و پیا توسکانو: "So What" (پینک)

اجرهای گروهی در شب اعلام نتایج:
- لورن آلااینا، استفانو لنگن، جیکوب لاسک و هیلی رینهارت: "Hey Soul Sister" (ترین)
- کیسی آبرامس، جیمز دوربین و اسکاتی مک‌کریری: "Viva la Vida" (کلدپلی)

### ۶ نفر برتر
- انتخاب ترانه(ها): از ترانه‌های کارول کینگ
- مربی: بیبی‌فیس

هر شرکت‌کننده یک اجرا انفرادی و یک اجرای دو نفره با یکی دیگر از شرکت‌کننده‌ها داشت.
| ترتیب | شرکت‌کننده                     | ترانه (خواننده اصلی از زمانی که قابل دسترسی ست) | نتیجه   |
| ----- | ----------------------------- | ----------------------------------------------- | ------- |
| ۱     | جیکوب لاسک                    | "Oh No Not My Baby" (مکسین براون)               | در امان |
| ۲     | لورن آلااینا                  | "Where You Lead"                                | در امان |
| ۳     | کیسی آبرامس و هیلی رینهارت    | "I Feel the Earth Move"                         | -       |
| ۴     | اسکاتی مک‌کریری                | "You've Got a Friend"                           | در امان |
| ۵     | جیمز دوربین                   | "Will You Love Me Tomorrow" (د شیرلز)           | در امان |
| ۶     | لورن آلااینا و اسکاتی مک‌کریری | "Up on the Roof" (دریفترز)                      | -       |
| ۷     | کیسی آبرامس                   | "That Old Sweet Roll" (د سیتی)                  | حذف     |
| ۸     | هیلی رینهارت                  | "Beautiful"                                     | در امان |
| ۹     | جیمز دوربین و جیکوب لاسک      | "I'm into Something Good" (ارل جین)             | -       |

- اجرای گروهی: "It Might As Well Rain Until September" (کارول کینگ) / "[Take Good Care of My Baby" (بابی وی) / "One Fine Day" (د چیفانز) / "Go Away Little Girl" (استیو لارنس) / " It's Too Late" (کارول کینگ)

در شب اعلام نتایج راین سیکرت گفت "۳ نفر آخر" اعلام نخواهند شد، و به صورت تصادفی به شرکت‌کننده‌ها اعلام می‌کرد که "در امان" هستند. ابتدا خیال هیلی، جیمز و لورن را آسوده کرد، سپس در حالی که جیسی، جیکوب و اسکاتی باقی‌مانده بودند، رایان قبل از اعلام این که جیسی از رقابت کنار خواهد رفت، دوباره خاطرنشان کرد که "امشب نتایج به صورت تصادفی خوانده می‌شود. بعداً راین اشاره کرد که جیکوب و اسکاتی الزاماً جزو "۳ نفر آخر" نبودند. وی همچنین در شب اعلام نتایج ۵ نفر برتر اعلام کرد اسکاتی هیچوقت جزو ۲ نفر آخر نبوده‌است. ".

### ۵ نفر برتر
- انتخاب ترانه(ها): گذشته و امروز - یک ترانه از عصر حاضر و یک ترانه از دههٔ ۶۰ میلادی[۸]
- مربی: شریل کرو

| ترتیب | شرکت‌کننده      | ترانه(خواننده اصلی)                       | نتیجه     |
| ----- | -------------- | ----------------------------------------- | --------- |
| ۱     | جیمز دوربین    | "Closer to the Edge" (ترتی سکندز تو مارس) | در امان   |
| ۲     | جیکوب لاسک     | "No Air" (جردین اسپارکس و کریس براون)     | حذف       |
| ۳     | لورن آلااینا   | "Flat On the Floor" (کترینا الم)          | ۲ نفر آخر |
| ۴     | اسکاتی مک‌کریری | "Gone" (مونتگومری گنتری)                  | در امان   |
| ۵     | هیلی رینهارت   | "You and I" (لیدی گاگا)                   | در امان   |
| ۶     | جیمز دوربین    | "Without You " (بدفینگر)                  | در امان   |
| ۷     | جیکوب لاسک     | "Love Hurts" (اورلی برادرز)               | حذف       |
| ۸     | لورن آلااینا   | "Unchained Melody" (تاد دانکان)           | ۲ نفر آخر |
| ۹     | اسکاتی مک‌کریری | "Always on My Mind" (برندا لی)            | در امان   |
| ۱۰    | هیلی رینهارت   | "The House of the Rising Sun" (سنتی)      | در امان   |

- اجرای گروهی: "Happy Together" (د ترتلس)

### ۴ نفر برتر
- انتخاب ترانه(ها): ترانه‌ای که آن‌ها را تحت تأثیر قرار داده / از دفتر شعر جیلی لیبر و مارک استالر
- مربی: لیدی گاگا

| ترتیب | شرکت‌کننده      | ترانه(خواننده اصلی)                                         | نتیجه   |
| ----- | -------------- | ----------------------------------------------------------- | ------- |
| ۱     | جیمز دوربین    | "Don't Stop Believin'" (جرنی بند)                           | حذف     |
| ۲     | هیلی رینهارت   | "Earth Song" (مایکل جکسون)                                  | در امان |
| ۳     | اسکاتی مک‌کریری | "Where Were You When the World Stopped Turning" (الن جکسون) | در امان |
| ۴     | لورن آلااینا   | "Anyway" (مارتینا مک‌براید)                                  | در امان |
| ۵     | هیلی رینهارت   | "I Who Have Nothing" (بن ئی. کینگ)                          | در امان |
| ۶     | اسکاتی مک‌کریری | "Young Blood" (د کائوسترز)                                  | در امان |
| ۷     | لورن آلااینا   | "Trouble" (الویس پریسلی)                                    | در امان |
| ۸     | جیمز دوربین    | "Love Potion No. 9" (د کلاورز)                              | حذف     |

اجرهای گروهی:
- جیمز دوربین و اسکاتی مک‌کریری: "Start a Band" (برد پیزلی و کیث اربن)
- لورن آلااینا و هیلی رینهارت: "Gunpowder & Lead" (میراندا لمبرت)

### ۳ نفر برتر
- انتخاب ترانه(ها): انتخاب شرکت‌کننده / انتخاب جیمی آیوین / انتخاب داورها
- مربی: بیانسه

| ترتیب | شرکت‌کننده      | ترانه(خواننده اصلی)                           | انتخاب ترانه | نتیجه   |
| ----- | -------------- | --------------------------------------------- | ------------ | ------- |
| ۱     | اسکاتی مک‌کریری | "Amazed" (لان‌استار)                           | خودش         | در امان |
| ۲     | لورن آلااینا   | "Wild One" (زاخا کریک)                        | خودش         | در امان |
| ۳     | هیلی رینهارت   | "What Is and What Should Never Be" (لد زپلین) | خودش         | حذف     |
| ۴     | اسکاتی مک‌کریری | "Are You Gonna Kiss Me or Not" (توماس اسکوار) | جیمی آیوین   | در امان |
| ۵     | لورن آلااینا   | "If I Die Young" (د بند پری)                  | جیمی آیوین   | در امان |
| ۶     | هیلی رینهارت   | "Rhiannon" (فلیتوود مک)                       | جیمی آیوین   | حذف     |
| ۷     | اسکاتی مک‌کریری | "She Believes in Me" (کنی راجرز)              | داورها       | در امان |
| ۸     | لورن آلااینا   | "I Hope You Dance" (لی ان وومک)               | داورها       | در امان |
| ۹     | هیلی رینهارت   | "You Oughta Know" (آلانیس موریست)             | داورها       | حذف     |

### ۲ نفر برتر
- انتخال ترانه(ها): اجرای موردعلاقهٔ شرکت‌کننده / انتخاب آیدل شخصی / تک‌آهنگ برنده
- لورن آلااینا به هنگام تمرین برای فینال به پرده‌های صوتی خود آسیب رساند، ولی وی را برای ادامهٔ مسابقه آماده کردند.[۹]

| ترتیب | شرکت‌کننده      | ترانه (خواننده اصلی)                   | انتخاب ترانه | نتیجخ    |
| ----- | -------------- | -------------------------------------- | ------------ | -------- |
| ۱     | اسکاتی مک‌کریری | "Gone" (مونتگومری جنتری)               | خودش         | برنده    |
| ۲     | لورن آلااینا   | Flat On the Floor" (کترینا الم)        | خودش         | فینالیست |
| ۳     | اسکاتی مک‌کریری | "Check Yes or No" (جرج استریت)         | جرج استریت   | برنده    |
| ۴     | لورن آلااینا   | "Maybe It Was Memphis" (پم تیلیس)      | کری آندروود  | فینالیست |
| ۵     | اسکاتی مک‌کریری | "I Love You This Big" (اسکاتی مک‌کریری) | جیمی آیوین   | برنده    |
| ۶     | لورن آلااینا   | "Like My Mother Does" (کریستی لی کوک)  | جیمی آیوین   | فینالیست |

## جدول حذف
| زنان | مردان | ۲۴ نفر اول | کارت اخطار | ۱۳نفر برتر | برنده |

| اجرا نداشته‌است | ذخیره | اولین نجات | آخرین نجات | حذف | نجات |

| صحنه: | صحنه:          | نیمه-نهایی  | کارت اخطار  | فینال     | فینال     | فینال     | فینال     | فینال     | فینال     | فینال     | فینال | فینال     | فینال | فینال | فینال   |
| هفته: | هفته:          | ۳/۳         | ۳/۳         | ۳/۱۰      | ۳/۱۷      | 3/24۱     | ۳/۳۱      | ۴/۷       | ۴/۱۴      | ۴/۲۱      | ۴/۲۸  | ۵/۵       | ۵/۱۲  | ۵/۱۹  | ۵/۲۵    |
| مکان  | شرکت‌کننده      | نتیجه       | نتیجه       | نتیجه     | نتیجه     | نتیجه     | نتیجه     | نتیجه     | نتیجه     | نتیجه     | نتیجه | نتیجه     | نتیجه | نتیجه | نتیجه   |
| ۱     | اسکاتی مک‌کریری | ۱۳ نفر برتر |             |           |           |           |           |           |           |           |       |           |       |       | برنده   |
| ۲     | لورن آلااینا   | ۱۳ نفر برتر |             |           |           |           |           |           |           |           |       | ۲ نفر آخر |       |       | نفر دوم |
| ۳     | هایلی رینهارت  | ۱۳ نفر برتر |             | ۳ نفر آخر | ۳ نفر آخر |           |           |           | ۳ نفر آخر | ۳ نفر آخر |       |           |       | حذف   |         |
| ۴     | جیمز دوربین    | ۱۳نفر برتر  |             |           |           |           |           |           |           |           |       |           | حذف   |       |         |
| ۵     | جیکوب لاسک     | ۱۳نفر برتر  |             |           |           |           |           | ۳ نفر آخر |           | ۳ نفر آخر |       | حذف       |       |       |         |
| ۶     | کیسی آبرامس    | ۱۳ نفر برتر |             |           |           | نجات      |           |           |           |           | حذف   |           |       |       |         |
| ۷     | استفانو لنگن   | کارت اخطار  | ۱۳نفر برتر  |           |           | ۳ نفر آخر |           | ۳ نفر آخر | ۳ نفر آخر | حذف       |       |           |       |       |         |
| ۸     | پل مک دونالد   | ۱۳ نفر برتر |             |           |           |           | ۳ نفر آخر |           | حذف       |           |       |           |       |       |         |
| ۹     | پیا توسکانو    | ۱۳ نفر برتر |             |           |           |           |           | حذف       |           |           |       |           |       |       |         |
| 10–11 | نایما آدداپو   | کارت اخطار  | ۱۳نفر برتر  |           | ۳ نفر آخر |           | حذف       |           |           |           |       |           |       |       |         |
| 10–11 | ثیا مگیا       | ۱۳ نفر برتر |             |           |           | ۳ نفر آخر | حذف       |           |           |           |       |           |       |       |         |
| ۱۲    | کارن رودگیورز  | ۱۳ نفر برتر |             | ۳ نفر آخر | حذف       |           |           |           |           |           |       |           |       |       |         |
| ۱۳    | اشتون جونز     | کارت اخطار  | ۱۳ نفر برتر | حذف       |           |           |           |           |           |           |       |           |       |       |         |
| ۱۴–۱۶ | جوانی برتو     | کارت اخطار  | حذف         |           |           |           |           |           |           |           |       |           |       |       |         |
| ۱۴–۱۶ | کندرا چنتل     | کارت اخطار  | حذف         |           |           |           |           |           |           |           |       |           |       |       |         |
| ۱۴–۱۶ | رابی روسان     | کارت اخطار  | حذف         |           |           |           |           |           |           |           |       |           |       |       |         |
| ۱۷–۲۴ | جردن تورسی     | حذف         |             |           |           |           |           |           |           |           |       |           |       |       |         |
| ۱۷–۲۴ | جون گامبوا     | حذف         |             |           |           |           |           |           |           |           |       |           |       |       |         |

## اجراهای شب‌های اعلام نتایج
| ۲۴ نفر برتر                          | جنیفر لوپز و پیت‌بول                              | "On the Floor" | 5 (+4) new peak        | ۲۱۹٬۰۰۰ (+۲۹٪)   | موزیک ویدئو                   |
| ۱۳ نفر برتر                          | آدام لمبرت                                       | "Aftermath" | بیش از ۱۰۰             | —                | زنده                          |
| ۱۳ نفر برتر                          | دیدی - دردی مانی و اسکایلر گری                   | "Coming Home" | 11 (+11) new peak      | —                | زنده                          |
| ۱۲ نفر برتر                          | لی دوایز                                         | "Beautiful Like You" | بیش از ۱۰۰             | ۱۲٬۰۰۰ (+۸٬۰۶۸٪) | زنده                          |
| ۱۲ نفر برتر                          | بلک آید پیز                                      | "Just Can't Get Enough" | 5 (+17) new peak       | ۱۹۸٬۰۰۰ (+۱۴۳٪)  | ضبط شده                       |
| ۱۱ نفر برتر (هفتهٔ اول)               | جنیفر هادسون                                     | "Where You At" | 64 (+25) new peak      | ۲۴٬۰۰۰ (+۲۷۱٪)   | زنده                          |
| ۱۱ نفر برتر (هفتهٔ اول)               | شوگرلند                                          | "Stuck Like Glue" | -                      | ۳۳٬۰۰۰ (+۸۹٪)    | ضبط شده                       |
| ۱۱ نفر برتر (هفتهٔ دوم)               | فانتازیا بارینو                                  | "Collard Greensو Cornbread" | بیش از ۱۰۰             | —                | زنده                          |
| ۱۱ نفر برتر (هفتهٔ دوم)               | ویل. آی. ام و جیمی فاکس                          | "Hot Wings I Wanna Party" | بیش از ۱۰۰             | منتشر نشده       | زنده                          |
| ۹ نفر برتر                           | کانستانتین مارولیس                               | "Unchained Melody" | بیش از ۱۰۰             | منتشر نشده       | زنده                          |
| ۹ نفر برتر                           | ایگی پاپ                                         | "Wild One" | ineligible to re-enter | منتشر نشده       | زنده                          |
| ۸ نفر برتر                           | جیسون الدین و کلی کلارکسون                       | "Don't You Wanna Stay" | 31 (+11) new peak      | 59,000 (+64%)    | زنده                          |
| ۸ نفر برتر                           | ریانا                                            | "California King Bed" | بیش از ۱۰۰             | 22,000 (+231%)   | زنده                          |
| ۷ نفر برتر                           | دیوید کوک                                        | "The Last Goodbye" | بیش از ۱۰۰             | 22,000 (debut)   | زنده                          |
| ۷ نفر برتر                           | کیتی پری و کانیه وست                             | "E.T." | ۱ (+۱)                 | ۳۴۴٬۰۰۰ (+۲۳٪)   | ضبط شده                       |
| ۶ نفر برتر                           | کریستال باورساکس                                 | "Ridin with the Radio" | بیش از ۱۰۰             | —                | زنده                          |
| ۶ نفر برتر                           | برونو مارس                                       | "The Lazy Song" | 5 (+1) new peak        | ۱۹۴٬۰۰۰ (+۳٪)    | ضبط شده                       |
| ۵ نفر برتر                           | لیدی آنتبلوم                                     | "Just a Kiss" | 7 (debut)              | 211,000 (debut)  | زنده                          |
| ۵ نفر برتر                           | جنیفر لوپز و پیت‌بول                              | "On the Floor" | 3 (+4) new peak        | ۱۷۵٬۰۰۰ (+۲۵٪)   | ضبط شده                       |
| ۵ نفر برتر                           | جنیفر لوپز و لیل وین                             | "I'm Into You" | 72 (debut)             | 44,000           | تیزر موزیک ویدئو              |
| ۴ نفر برتر                           | لیدی گاگا                                        | "You and I" | منتشر نشده             | منتشر نشده       | کلیپ از HBO اسپشال            |
| ۴ نفر برتر                           | انریکه ایگلسیاس                                  | "Dirty Dancer" I Like It" | 18 (debut)             | 126,000 (debut)  | ضبط شده                       |
| ۴ نفر برتر                           | جردین اسپارکس                                    | "I Am Woman" | 82 (debut)             | 33,000 (debut)   | زنده                          |
| ۴ نفر برتر                           | استیون تایلر                                     | "It Feels So Good" | 35 (debut)             | 77,000 (debut)   | موزیک ویدئو                   |
| ۳ نفر برتر                           | نیکول شرزینگر و فیفتی سنت                        | "Right There " | 77 (debut)             | 29,000 (debut)   | ضبط شده                       |
| ۳ نفر برتر                           | ایل وولو                                         | "'O Sole Mio" | بیش از ۱۰۰             | 10,000 debut     | زنده                          |
| ۳ نفر برتر                           | بیانسه                                           | "Run the World Girls" | ۵۰ (+۲۶)               | —                | موزیک ویدئو (برنامهٔ چهارشنیه) |
| ۲ نفر برتر                           | دیوید کوک                                        | "Don't You Forget About Me" | بیش از ۱۰۰             | بیش از ۱۰۰       | زنده                          |
| ۲ نفر برتر                           | تایو کروز                                        | "Positive" | منتشر نشده             | منتشر نشده       | زنده                          |
| فینال                                | ۱۳ نفر برتر امریکن آیدل                          | "Born This Way" | واجد شرایط نبود        | واجد شرایط نبود  | زنده                          |
| فینال                                | جوداس پریست و جیمز دوربین                        | ملودی: "Living After Midnight" / "Breaking the Law"                                                                                         | واجد شرایط نبود        | واجد شرایط نبود  | زنده                          |
| فینال                                | جیکوب لاسک گلادیس نایت و کریک فرانکلین           | "I Smile" | واجد شرایط نبود        | واجد شرایط نبود  | زنده                          |
| فینال                                | جک بلک و کیسی آبرامس                             | "Fat Bottomed Girls" | واجد شرایط نبود        | واجد شرایط نبود  | زنده                          |
| فینال                                | بیانسه و دختران امریکن آیدل (به جز لورن آلااینا) | ملودی: "Single Ladies Put a Ring on It" / "Irreplaceable" / "Get Me Bodied" / "If I Were a Boy" / "Déjà Vu" / "Crazy in Love"               | واجد شرایط نبود        | واجد شرایط نبود  | زنده                          |
| فینال                                | تونی بنت و هیلی رینهارت                          | "Steppin' Out with My Baby" | واجد شرایط نبود        | واجد شرایط نبود  | زنده                          |
| فینال                                | لیل جان                                          | "Come Get Some" | —                      | —                | زنده                          |
| فینال                                | تی.ال. سیو دختران امریکن آیدل                    | ملودی: "Come Get Some" / "No Scrubs" / "Waterfalls"                                                                                         | واجد شرایط نبود        | — 10,000 (+756%) | زنده                          |
| فینال                                | تیم مک‌گرا و اسکاتی مک‌کریری                       | "Like You Were Dying" | واجد شرایط نبود        | ۲۴٬۰۰۰ (+۵۲۰٪)   | زنده                          |
| فینال                                | مارک آنتونی، جنیفر لوپز و شیلا ای.               | "Aguanile" (از فیلم ال کانتانته) | واجد شرایط نبود        | واجد شرایط نبود  | زنده                          |
| فینال                                | تام جونز و پسران امریکن آیدل                     | ملودی: "Kiss" / "She's a Lady" / "What's New Pussycat?" / "Green, Green Grass of Home" / "Love Me Tonight" / "Delilah" / "It's Not Unusual" | واجد شرایط نبود        | واجد شرایط نبود  | زنده                          |
| فینال                                | لیدی گاگا                                        | "The Edge of Glory" | 8 (+11)                | ۱۶۵٬۰۰۰ (+۷۴٪)   | زنده                          |
| فینال                                | کری آندروود و لورن آلااینا                       | "Before He Cheats" | واجد شرایط نبود        | ۱۰٬۰۰۰ (+۱۵۶٪)   | زنده                          |
| فینال                                | بیانسه                                           | "1+1" | 57 (debut)             | 57,000 (debut)   | زنده                          |
| فینال                                | ریو کارنی و بونو و د اج                          | "Rise Above 1" | 74 (debut)             | 36,000 (debut)   | زنده                          |
| فینال                                | استیون تایلر                                     | "Dream On" | واجد شرایط نبود        | ۱۳٬۰۰۰ (+۴۰۶٪)   | زنده                          |
| فینال                                | اسکاتی مک‌کریری                                   | "I Love You This Big" | 11 (debut)             | 171,000 (debut)  | زنده                          |
| "—" denotes no figure was available. |                                                  | |                        |                  |                               |